# Tovor
Tovor je blago namenjeno za prevoz bodisi po kopnem (v angl. imenovano freight) bodisi po vodi ali zraku (v angl. imenovano cargo).
1. ↑  »Cargo Definition & Meaning«. Dictionary.com. Pridobljeno 27. junija 2023.
2. ↑  »CARGO Definition & Legal Meaning«. Black's Law Dictionary. 4. november 2011. Arhivirano iz prvotnega spletišča dne 24. januarja 2023. Pridobljeno 24. januarja 2023.